# Varvtalsmätare
Uppslagsordet ”Takometer” leder hit. Ej att förväxla med takymeter, en typ av totalstation.

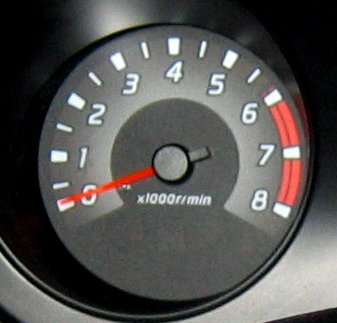
En varvtalsmätare i en bil.

Varvtalsmätare eller takometer (från grekiskans τάχος (táchos, "fart") and μέτρον (métron, "mäta") är ett instrument som visar aktuell rotationshastighet hos en roterande detalj, såsom vevaxeln i en motor eller stålet i en fräs. Mätaren visar vanligen rotationshastigheten i enheten varv per minut (RPM) med hjälp av en analog visare eller en digital display. Ordet används ibland (felaktigt) synonymt med varvräknare som avser en mätare som registrerar antal ackumulerade varv hos en axel.
Fordon såsom bilar, fartyg, flygplan och liknande använder en varvtalsmätare för att visa varvtalet hos motorns vevaxel. Ett alltför högt varvtal kan orsaka slitage eller rent av haverera motorn. Varvtalsmätare är av ännu större betydelse inom industriella tillämpningar, där till exempel en CNC-maskin både reglerar position och skärhastighet genom varvtalsövervakning. Innan dess var bandspelare beroende av varvtalsmätare för att hålla bandhastigheten vid in- och avspelning konstant.
En vanlig form av givare för servomotorer är takogeneratorn, som kopplas på den förlängda motoraxeln. Denna är uttryckligen konstruerad för att ge lågt motstånd och stabil signal, varför kolborstarna ofta är silverbelagda. Den avgivna spänningen är proportionell (mindre än +/- 0,5% skillnad) till varvtalet. Även optiska givare förekommer, där en fotocell (eller flera samverkande) läser av markeringar antingen direkt på axeln eller en kodskiva kopplad på den. Den enklaste formen är ett index |, som passerar fotocellen varje varv, men ju mer komplicerade mönster som används desto precisare kan axelns vridvinkel bestämmas. Resolvern är en trepolig generator lindad som en transfomator, där en grundsignal med en fast frekvens i området 1–20 kHz matas in. De andra två polerna avger då fasens sinus respektive cosinus som signal, varifrån axelns exakta position kan extrapoleras vilket betyder att resolvern själv ger alla data som behövs för att kunna se både riktning och hastighet.
Den första dokumenterade varvtalsmätaren publicerades 1810 som bidrag i PAPERS IN MECHANICS, författad av Bryan Donkin, för vilken han erhållit Sällskapets, instiftat i London, för Främjande av Konst, Tillverkning och Handel, guldmedalj. Bara några år senare hade den tyske uppfinnaren och maskinkonstruktören Diedrich Uhlhorn färdigställt sin mekaniska varvmätare som byggde på samma princip som centrifugalregulatorn och fått "Theoretische und praktische Abhandlung über einen neuerfundenen Tachometer oder Geschwindigkeitsmesser" publicerad 1817.